# Rasmussen-Halbinsel
Die Rasmussen-Halbinsel (in Chile Península Riesco, in Argentinien Península Mendoza) ist eine bis zu 1210 m hohe Halbinsel an der Fallières-Küste des Grahamlands auf der Antarktischen Halbinsel. Sie liegt zwischen der Mikkelsen Bay und dem Wordie-Schelfeis. Das Kap Berteaux bildet ihren seewärtigen Ausläufer.
Das UK Antarctic Place-Names Committee benannte die Halbinsel am 24. Oktober 1979 nach dem dänischen Arktisforscher Knud Rasmussen (1879–1933). Namensgeber der chilenischen Benennung ist Germán Riesco Errázuriz (1854–1916), Präsident Chiles von 1901 bis 1906. In Argentinien ist die Halbinsel nach der Stadt Mendoza benannt. Das Advisory Committee on Antarctic Names hat bislang keine dieser Benennungen anerkannt.